# زمرين (درعا)
زمرين قرية سورية تتبع ناحية مركز الصنمين في منطقة الصنمين في محافظة درعا. بلغ عدد سكانها 2,048 نسمة في عام 2004 حسب إحصاء المكتب المركزي للإحصاء.